# Isoodon macrourus
Isoodon macrourus är en pungdjursart som först beskrevs av John Gould 1842. Isoodon macrourus ingår i släktet kortnästa punggrävlingar och familjen punggrävlingar.
Artepitetet i det vetenskapliga namnet är sammansatt av de gammalgrekiska orden makros (lång/stor) och oura (svans).

## Utseende
Arten blir ungefär 40 cm lång (huvud och bål), har en cirka 15 cm lång svans och väger omkring 1200 g. De minsta vuxna exemplaren väger endast 260 g och de största individerna väger 1500 g. Hannar är allmänt större än honor. Djuret påminner i viss mån om en gnagare i utseende. På ovansidan förekommer borstig päls men inga taggar. Den har en ljusbrun färg med några glest fördelade svarta streck. Det finns en ganska tydlig gräns mot den vitaktiga undersidan. Isoodon macrourus är större än Isoodon obesulus men de kan i naturen inte förväxlas på grund av skilda utbredningsområden.

## Utbredning
Pungdjuret förekommer i norra och östra Australien och vistas där i låglandet och på bergstrakter som är upp till 1 200 meter höga. Arten hittas även på södra och sydöstra Nya Guinea. Habitatet utgörs av savanner som är täckta av gräs och buskar.

## Ekologi
När honan inte är brunstig lever varje individ ensam. De markerar reviret med vätska från körtlarna som finns vid öronen, vid munnen, vid stjärten och hos honor även vid pungen (marsupium). Vid territoriers gränser kan strider mellan hannar förekomma och ibland dör en av motståndarna. När båda överlever blir vinnaren dominant.
Isoodon macrourus letar på natten efter föda som utgörs av daggmaskar, av insekter och av växtdelar som bär och frön. Med sitt bra utvecklade luktsinne kan den hitta föda i det översta jordlagret. Parningen kan ske under olika årstider. Honan är i genomsnitt 12,5 dagar dräktig och sedan föds två till fyra underutvecklade ungar. De kravlar till moderns pung och börjar dia vid en spene. Ungefär 60 dagar efter födelsen slutar honan med digivning. Könsmognaden infaller för honor efter ungefär 4 månader och för hannar efter 6 till 7 månader. Isoodon macrourus lever i genomsnitt två år. Under denna tid kan honor ha 8 till 11 kullar.

## Status
Isoodon macrourus jagas på Nya Guinea av människor för köttets skull. I Australien påverkas den i viss mån av landskapsförändringar och av bränder. Några individer dödas av hundar. IUCN kategoriserar arten globalt som livskraftig.

## Underarter
Arten delas in i följande underarter:
- I. m. macrourus
- I. m. moresbyensis